# Поляновський (хутір)
Поляновський (рос. Поляновский) — хутір у Алексєєвському районі Волгоградської області Російської Федерації.
Населення становить 124 особи. Входить до складу муніципального утворення Стеженське сільське поселення.

## Історія
Хутір розташований у межах українського історичного та культурного регіону Жовтий Клин.
Згідно із законом від 31 грудня 2004 року № 988-ОД органом місцевого самоврядування є Стеженське сільське поселення.

## Населення
1. Н/Д[2]